# 美國陸軍第7騎兵團
美國第1騎兵師第7騎兵團（U.S. 7th Cavalry Regiment），是美國陸軍騎兵團，建軍於1866年7月28日，同年9月21日編制，官方的綽號是，這是一首愛爾蘭的哼酒歌，後來被引為行軍歌曲。
1866年至1871年期間參與印第安戰爭，于小大角战役被原住民方歼灭，后重组。1868年參與奧克拉荷馬的沃希托戰爭（Battle of the Washita）。二次世界大戰後期曾參與日本的佔領任務，並參與後來韓戰。1991年發動「沙漠風暴」在伊拉克成為多國聯軍司令的上將諾曼·史瓦茲柯夫（Norman Schwarzkopf），亦曾於1965年在越南戰場服役時，在第七騎兵團擔任指揮職務。第7團第1營在該年參加的德浪河谷戰役成為美軍與北越軍在越戰中的第一次交鋒，後來戰鬥經過被曾任該營營長的哈爾·穆爾寫成《越戰忠魂》一書，並拍成電影「勇士們」（We Were Soldiers）。

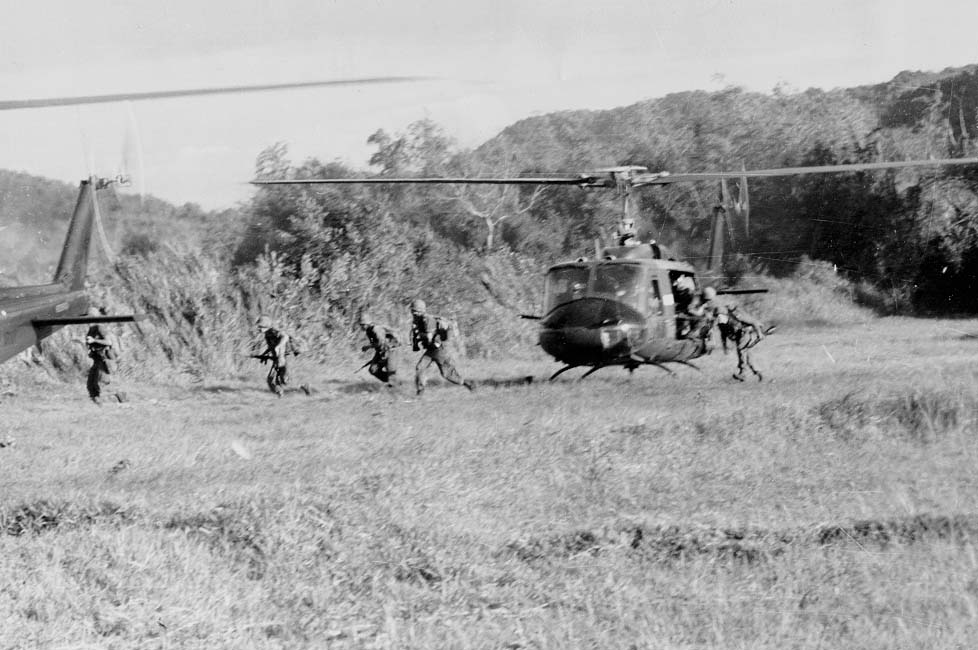
德浪河谷戰役中X光著陸區的美國第一騎兵師第七騎兵團士兵。

## 參與戰役
- 印地安戰爭：

1. 卡曼其族（Comanches）
2. 小大角（Little Big Horn）
3. 內茲佩爾塞（Nez Perces）
4. 松樹山脈（Pine Ridge）
5. 蒙大拿 1873年
6. 北達科塔 1874年
7. 伤膝河 1890年

- 遠征墨西哥：

1. 墨西哥1916-1917年（Mexico 1916-1917）

- 第二次世界大戰：

1. 新幾內亞（New Guinea）
2. 俾斯麥群島（包括箭頭）（Bismarck Archipelago）
3. 勒伊特（包括箭頭）（Leyte）
4. 呂宋島（Luzon）

- 韓戰：

1. 聯合國-防衛任務（UN Defensive）
2. 聯合國-進攻任務（UN Offensive）；中國人民志願軍介入（CCF Intervention）
3. 聯合國-第一次反攻（First UN Counteroffensive）
4. 中國人民志願軍-春季進攻（CCF Spring Offensive）
5. 聯合國-秋季進攻（UN Summer-Fall Offensive）
6. 第二次冬季戰役（Second Korean Winter）
7. 第三次冬季戰役（Third Korean Winter）

- 越戰：

1. 防衛任務（Defense）
2. 聯合進攻任務（Counteroffensive）
3. 聯合進攻任務-第二階段（Counteroffensive, Phase II）
4. 聯合進攻任務-第三階段（Counteroffensive, Phase III）
5. 春節攻勢（Tet Counteroffensive）
6. 聯合進攻任務-第四階段（Counteroffensive, Phase IV）
7. 聯合進攻任務-第五階段（Counteroffensive, Phase V）
8. 聯合進攻任務-第六階段（Counteroffensive, Phase VI）
9. 聯合進攻任務-1969年春季（Tet 69/Counteroffensive）
10. 1969年夏秋季任務（Summer-Fall 1969）
11. 1970年冬春季任務（Winter-Spring 1970）
12. 教堂聯合進攻任務（Sanctuary Counteroffensive）
13. 聯合進攻任務-第七階段（Counteroffensive, Phase VII）
14. 鞏固任務-第一階段（Consolidation I）
15. 鞏固任務-第二階段（Consolidation II）
16. 停火（Cease-Fire）

- 西南亞：

1. 沙地阿拉伯防衛任務（Defense of Saudi Arabia）
2. 科威特解放及防衛任務（Liberation and Defense of Kuwait）
3. 停火（Cease-Fire）

## 獎章
1. Presidential Unit Citation (Army) for ANTIPOLO, LUZON
2. Presidential Unit Citation (Army) for YONCHON, KOREA
3. Presidential Unit Citation (Army) for TAEGU, KOREA
4. Presidential Unit Citation (Army) for PUSAN, KOREA
5. Presidential Unit Citation (Army) for PLEIKU PROVINCE
6. Presidential Unit Citation (Army) for BINH THUAN PROVINCE
7. Valorous Unit Award for QUANG TIN PROVINCE
8. Valorous Unit Award for FISH HOOK
9. Meritorious Unit Commendation (Army) for SOUTHWEST ASIA
10. Philippine Presidential Unit Citation for 17 OCTOBER 1944 TO 4 JULY 1945
11. Republic of Korea Presidential Unit Citation for WAEGWAN-TAEGU
12. Republic of Korea Presidential Unit Citation for KOREA 1952-1953
13. Chryssoun Aristion Andrias (Bravery Gold Medal of Greece) for KOREA